# Don't Worry, He Won't Get Far on Foot
Pour plus de détails, voir Fiche technique et Distribution.
Don't Worry, He Won't Get Far on Foot est un drame biographique américain écrit et réalisé par Gus Van Sant, sorti en 2018. Il s’agit de l’adaptation de l'autobiographie homonyme de John Callahan.

## Synopsis
John Callahan, devenu tétraplégique à l'âge de vingt et un ans à cause de son alcoolisme, trouve dans le dessin une forme de thérapie avant de devenir un célèbre dessinateur de bandes dessinées.

## Fiche technique
Sauf indication contraire, les informations mentionnées dans cette section peuvent être confirmées par la base de données cinématographiques IMDb,  présente dans la section « Liens externes ».
- Titre original et français : Don't Worry, He Won't Get Far on Foot
- Titre québécois : Pas de panique, il n'ira pas loin à pied
- Réalisation : Gus Van Sant
- Scénario : Gus Van Sant, d'après l'autobiographie éponyme de John Callahan
- Photographie : Christopher Blauvelt
- Montage : Gus van Sant
- Production : Charles-Marie Anthonioz, Mourad Belkeddar, Nicholas Lhermitte, Steve Golin
- Sociétés de production : Anonymous Content, Big Indie Pictures et Iconoclast
- Société de distribution : Amazon Studios
- Pays de production :  États-Unis
- Langue originale : anglais
- Format : couleur
- Genre : drame biographique
- Durée : 113 minutes
- Dates de sortie[1] :
  - États-Unis : 19 janvier 2018 (festival du film de Sundance) ; 11 mai 2018
  - France : 4 avril 2018
- musique : Dany Elfman

## Distribution
- Joaquin Phoenix (VF : Boris Rehlinger) : John Callahan
- Jonah Hill (VF : Christophe Lemoine) : Donny
- Rooney Mara (VFB : Mélanie Dambermont) : Annu
- Jack Black (VFB : Sébastien Hébrant) : Dexter
- Beth Ditto (VFB : Delphine Moriau) : Reba
- Tony Greenhand (VFB : Maxime Donnay) : Tim
- Mark Webber (VFB : Nicolas Matthys) : Mike
- Ronnie Adrian (VFB : Bruno Mullenaerts) : Martingale
- Kim Gordon : Corky
- Udo Kier : Hans
- Carrie Brownstein (VFB : Florence Pallaro) : Suzanne
- Emilio Rivera : Jesus Alvarado
- Angelique Rivera : Terry Alvarado
- Rebecca Rittenhouse : Bonnie
- Anne Lane : Virginia
- Jessica Jade Andres : Cindy
- Rebecca Field (VFB : Marcha Van Boven) : Margie Bighew
- Olivia Hamilton : l'infirmière Lily
- Peter Banifaz : Dr Mirione
- Ron Perkins (VFB : Martin Spinhayer) : M. Katz
- Heather Matarazzo : Shannon
- Lou Wilson (VFB : Gauthier de Fauconval) : Joseph
- Jedediah Jones : Felix
- Kyle Dunnigan (VFB : Franck Dacquin) : Ward Doctor
- Michael Chow (VFB : Franck Dacquin) : le professeur d'art
- Ethan Michael Moran : John Callahan, jeune
- Sunny Suljic (en) : l'enfant au skateboard no 2
- Nolan Gross : l'enfant au skateboard no 4
- Mireille Enos : le fantôme de la mère de John Callahan
- Nick Rutherford (en) : un buveur
- Steve Zissis : Elias (non crédité)

Version Française
- Société de doublage : Dubbing Brothers
- Direction artistique : Vincent Violette et Ioanna Gkizas
- Adaptation : Ludovic Manchette et Christian Niemiec
- Mixage : Laurent Lepaumier

Source et légende : Version française (VF) sur carton du doublage français

## Production
L'acteur Robin Williams vers 1997, lors de la production de Will Hunting de Van Sant, acheta les droits de l'autobiographie Don't Worry, He Won't Get Far on Foot de John Callahan et comptait interpréter le dessinateur. Le projet ne se concrétise pas malgré plusieurs versions du scénario et est interrompu par les morts soudaines de Callahan en 2010 et Williams en 2014. Sony Pictures détenait les droits du livre avec la société de Williams et proposa à Van Sant l'adaptation. Le scénario fut réécrit et se veut plus fidèle à l'autobiographie de Callahan que les versions avec Williams,.
En novembre 2016, il est annoncé que Joaquin Phoenix jouera le dessinateur John Callahan, toujours basé sur son autobiographie, devant la caméra de Gus Van Sant, vingt-deux ans après leur première collaboration sur Prête à tout. Le mois suivant, Rooney Mara et Jonah Hill rejoignent Joaquin Phoenix. Jack Black complète la distribution en février 2017,.

## Accueil

### Critique
En France, le site Allociné recense une moyenne des critiques presse de 3,1/5, et des critiques spectateurs à 2,9/5. Télérama le note 1/4 avec la mention « on aime peu ».

### Box-office
- France : 19 329 entrées[9]

## Distinction
- Berlinale 2018 : En compétition